# Muzeum Stutthof w Sztutowie
Muzeum Stutthof w Sztutowie – muzeum utworzone staraniem byłych więźniów KL Stutthof, na mocy uchwały Prezydium Wojewódzkiej Rady Narodowej w Gdańsku w dniu 12 marca 1962.

## Historia
Muzeum jest zorganizowane na części dawnego obozu (ok. 20 ha). Wśród najważniejszych jego zabytków jest częściowo zachowany Stary Obóz, komora gazowa, komendantura wraz z garażami, przestrzeń ogrodów warzywnych i szklarni. Teren miejsca pamięci obejmuje także rekonstrukcję krematoriów, puste już dziś pola tzw. Nowego Obozu i Obozu Żydowskiego, a także pomnik monumentalny autorstwa Wiktora Tołkina. Szczególnie bogate są zgromadzone i przechowywane archiwa poobozowe. Na terenie Muzeum zainstalowana jest stała wystawa główna. Są też organizowane wystawy czasowe.
Muzeum jest jednostką bezpośrednio podporządkowaną Ministrowi Kultury i Dziedzictwa Narodowego, który pełni funkcję tzw. „organizatora” Muzeum. Od 23 kwietnia 2018 r. pełna nazwa instytucji brzmi "Muzeum Stutthof w Sztutowie. Niemiecki nazistowski obóz koncentracyjny i zagłady (1939-1945)".

## Działalność
Muzeum jest zorganizowane w schemat kilkudziałowy, wśród których istotną funkcję pełnią dział oświatowy, dział dokumentacyjny, a także dział naukowy, którego siedziba mieści się w Sopocie.
Muzeum jest dostępne przez cały rok, zwiedzającym umożliwia się uczestnictwo w projekcjach filmów dokumentalnych, zwiedzanie z przewodnikiem lub tzw. audioguidem.
Od 16 grudnia 2015 r. Muzeum Stutthof prowadzi Oddział - Muzeum Piaśnickie w Wejherowie.

## Frekwencja
W 2017 roku Muzeum Stutthof w Sztutowie zwiedziło prawie 107 tysięcy osób (około 8% wzrost w stosunku do roku 2016), z czego 12-15% stanowili obcokrajowcy.

## Nagrody
- 2 września 2009 Muzeum Stutthof w Sztutowie zostało odznaczone Złotym Medalem „Zasłużony Kulturze Gloria Artis”[5].
- W roku 2011 i 2012 Muzeum Stutthof w Sztutowie zostało laureatem nagrody Ministra Kultury i Dziedzictwa Narodowego „Wydarzenie Muzealne Roku – Sybilla”.

## Dyrektorzy
- Tadeusz Matusiak (1963–1972)[6]
- Mirosław Gliński (1972–1977)[6]
- Janina Grabowska–Chałka (1977–2004)[6]
- Romuald Drynko (2004–2007)[6]
- Piotr Tarnowski (od 2007)